# Pas de pardon
Pour plus de détails, voir Fiche technique et Distribution.
Pas de pardon (Непрощённый (Neproschionnyi)) est un film russe sur la collision aérienne d'Überlingen réalisé par Sarik Andreassian,. Le rôle principal (celui de Vitali Kaloïev) est interprété par Dmitri Naguiev.
Le film sort pour la première fois dans les salles de cinéma russes le 27 septembre 2018 et connait sa première diffusion télévisée le 19 février 2021 sur NTV. 

## Fiche technique
- Titre original : Непрощённый (Neproschionnyi)
- Titre français : Pas de pardon[3]
- Réalisation : Sarik Andreassian
- Scénario : Alekseï Gravitski (ru), Sergueï Volkov, Sarik Andreassian
- Photographie : Morad Abdel Fattakh
- Musique : Mark Dorbski
- Décors : David Dadounachvili, Goulnara Chakhmilova, Mikhaïl Voltchek
- Montage : Gueorgui Isaakian (ru)
- Société de production : Big Cinema House
- Sociétés de distribution : Karoprokat, Pervi Kanal
- Budget : 82,5 millions de roubles (soit 1,32 million de dollars ou 1,12 million d'euros)
- Pays d'origine : Russie
- Langue originale : russe
- Genre : Drame
- Durée : 110 minutes
- Date de sortie : 
  -  Russie : 27 septembre 2018

## Distribution
- Dmitri Naguiev : Vitali Kaloïev
- Marjane Avétissian (en) : Svetlana Kaloïeva, la femme de Vitali
- Roza Khaïroullina (ru) : Zoïa, la sœur de Vitali
- Samvel Moujikian (ru) : Iouri, le frère de Vitali
- Mikhaïl Gorevoï : Vladimir Savchuk
- Andrius Paulavičius : Peter Nielsen
- Irina Bezroukova (ru) : Une employée de l'aéroport de Moscou-Domodedovo
- Karina Kagramanian : Diana Kaloïeva, la fille de Vitali
- Artyom Chkiyaïev : Konstantin Kaloïev, le fils de Vitali
- Vadim Zallati (os) : Un ami de la famille Kaloïev
- Sebastien Sisak (de) : l'enquêteur Stanislas
- Michael Janibekyan (hy) : un détective privé
- Lisaveta Sakhnova : une journaliste
- Alexandre Lyrchikov : le voisin de Kaloïev dans l'avion
- Pavel Savinov : un Espagnol à l'aéroport de Barcelone
- Olivier Sioux : Alain Rossier (de)